# Parafia św. Jana Jałmużnika w Orchówku
Parafia Świętego Jana Jałmużnika w Orchówku – parafia rzymskokatolicka w Orchówku.
Parafia została erygowana w 1507 roku. W 1610 r. parafię objęli augustianie sprowadzeni przez Mikołaja Iwickiego. Obecny kościół parafialny został  wybudowany w 1780 r. i konsekrowany przez bpa Melchiora Jana Kochnowskiego, biskupa pomocniczego chełmskiego. W roku 1864 rząd rosyjski skasował klasztor, zniósł parafię, zamieniając kościół na cerkiew. Po I wojnie światowej świątynia w Orchówku wróciła we władanie Kościoła katolickiego. Po remoncie kościół poświęcono w roku 1925. W roku 1931 biskup podlaski Henryk Przeździecki wznowił parafię. Od roku 1947 parafia prowadzona jest przez kapucynów.
W kościele znajduje się obraz Matki Bożej Pocieszenia, podarowany w 1610 roku przez Mikołaja Iwickiego, uważany przez wiernych za cudowny. Obraz Matki Bożej został koronowany 2 września 1990 roku.
Kościół zbudowany jest w stylu barokowym. Mieści się przy ulicy Nadbużańskiej.  
Terytorium parafii obejmuje: Dubnik, Orchówek, Sobibór, Wołczyny oraz Żłobek.